# جورج ديفيد وايس
جورج ديفيد وايس (بالإنجليزية: George David Weiss)‏ هو كاتب أغاني وملحن وشاعر أمريكي، ولد في 9 أبريل 1921 في نيويورك في الولايات المتحدة، وتوفي في 23 أغسطس 2010 في نيوجيرسي في الولايات المتحدة بسبب مرض.

## وصلات خارجية
- جورج ديفيد وايس على موقع IMDb (الإنجليزية)
- جورج ديفيد وايس على موقع ميوزك برينز (الإنجليزية)
- جورج ديفيد وايس على موقع ميوزك برينز (الإنجليزية)
- جورج ديفيد وايس على موقع قاعدة بيانات برودواي على الإنترنت (الإنجليزية)
- جورج ديفيد وايس على موقع قاعدة بيانات برودواي على الإنترنت (الإنجليزية)
- جورج ديفيد وايس على موقع أول ميوزيك (الإنجليزية)
- جورج ديفيد وايس على موقع ديسكوغز (الإنجليزية)
- جورج ديفيد وايس على موقع ديسكوغز (الإنجليزية)